# Farbe bekennen (Buch)
Farbe bekennen. Afro-deutsche Frauen auf den Spuren ihrer Geschichte ist ein Sachbuch, das von Katharina Oguntoye, May Ayim (damals: Opitz) und Dagmar Schultz herausgegeben wurde. Es erschien erstmals 1986 beim Orlanda Frauenverlag und gilt als „Gründungsdokument“ und „Standardwerk“ der afrodeutschen Bewegung.

## Entstehungsgeschichte
Die US-amerikanische Schriftstellerin und Aktivistin Audre Lorde bot im Frühling 1984 ein Seminar über Schwarze amerikanische Dichterinnen sowie eine Lyrik-Schreibwerkstatt auf Englisch an der Freien Universität Berlin an. Mit ihr zusammen entwickelten die Herausgeberinnen May Ayim (damals: Opitz) und Katharina Oguntoye den Begriff „‚Afro-deutsch‘ in Anlehnung an Afro-amerikanisch“ als Ausdruck der eigenen kulturellen Herkunft. Diese Selbstbezeichnung betont eine zentrale Gemeinsamkeit: Schwarz zu sein und in Deutschland aufgewachsen zu sein oder einen bedeutenden Teil des Lebens dort verbracht zu haben. Audre Lorde und der Orlanda Frauenverlag, bei dem Dagmar Schultz als Verlegerin tätig war, machten Ayim und Oguntoye den Vorschlag, ein Buch über ihre Lebenserfahrungen zu machen. Es folgten über einen Zeitraum von zwei Jahren wöchentliche Treffen, in denen das Projekt gemeinsam konzipiert und recherchiert wurde. Bei den Recherchen lernten sie „afro-deutsche Frauen kennen, die während des Kaiserreichs, der Weimarer Republik und während des Nationalsozialismus in Deutschland gelebt hatten“ und entdeckten, dass ihre „Geschichte nicht erst nach 1945 begann“.

## Form
Das Buch ist in drei Teile gegliedert, die chronologisch abfolgenden Phasen der afrodeutschen Geschichte entsprechen:
1. „Rassismus, Sexismus und vorkoloniales Afrikabild in Deutschland“
2. „Afro-Deutsche nach 1945 – die sogenannten ‚Besatzungskinder‘“ und
3. „Rassismus hier und heute“

Jeder dieser Teile beginnt mit einem einführenden, kontextualisierenden Aufsatz von May Ayim. Basis dafür bildete ihre Diplomarbeit Afro-Deutsche. Ihre Kultur- und Sozialisationsgeschichte auf dem Hintergrund gesellschaftlicher Veränderungen (Universität Regensburg, 1986). Auf diese wissenschaftlichen Texte folgen „persönliche Berichte, Interviews und lyrische Texte von afro-deutschen Frauen der dem Zusammenhang des Kapitels entsprechenden Generation“. Während im ersten Teil die kontextualisierenden Kapitel überwiegen und im zweiten Teil ein annähernd ausgeglichenes Verhältnis zwischen historischer Rahmung und biografischen und literarischen Texten vorherrscht, stehen im dritten Teil die Gespräche, Lebensberichte und kreativen Erzeugnisse afrodeutscher Frauen im Vordergrund.
Am Schluss findet sich ein kurzer Aufsatz Audre Lordes, „Gefährtinnen, ich grüße euch“, den sie am 30. Juli 1990, nach der Wiedervereinigung Deutschlands, noch einmal erweiterte. Darin geht sie auf die Entstehungsgeschichte von Farbe bekennen ein und hebt die Wichtigkeit transnationaler Verständigung und Zusammenarbeit für Menschen der afrikanischen Diaspora hervor. Im Anhang ist ein Aufsatz der Geschlechterforscherin Gloria Wekker abgedruckt, in dem sie die Schwarze lesbische Frauengruppe Sister Outsider aus Amsterdam vorstellt. Darauf folgt in der Fischer Taschenbuchausgabe eine Liste mit Kontaktadressen von Standorten der Initiative Schwarze Deutsche, heute: Initiative Schwarze Menschen in Deutschland (ISD), der ADEFRA – Schwarze Frauen in Deutschland und des Black Unity Committee.
Das Buch enthält neben Texten unterschiedlicher Genres – wissenschaftliche Artikel, Autobiografien und Biografien, Gespräche und Interviews, Kurzprosa und Gedichte – auch zahlreiche Abbildungen wie zum Beispiel Gemälde, Werbung, Flugblätter, politische oder Filmplakate, Titelblätter von Zeitungen, amtliche Schreiben und private Fotografien.

## Inhalt

### Rassismus, Sexismus und vorkoloniales Afrikabild in Deutschland

#### Einführung durch May Ayim
Der erste Teil beginnt mit der Feststellung, dass wenig darüber bekannt ist, „wann die ersten Afrikaner/-innen nach Deutschland kamen und wann die ersten Afro-Deutschen geboren wurden.“ Es sind einige frühe Gemälde von in Deutschland lebenden Menschen aus Afrika überliefert, die auf deren weit zurückreichende Präsenz hinweisen. Ein berühmtes Beispiel stellt das in Farbe bekennen abgedruckte Porträt eines Äthiopiers (1508) von Albrecht Dürer dar. 
Verhältnismäßig viel ist über den in Ghana geborenen Philosophen Anton Wilhelm Amo bekannt, der Anfang des 18. Jahrhunderts als Geschenk an den Herzog Anton Ulrich von Wolfenbüttel nach Deutschland kam. Er studierte an der Universität Halle und war dort wie auch in Wittenberg und Jena als Dozent tätig. Seine erste wissenschaftliche Qualifikationsschrift handelte vom Recht der Mohren (1729) in Europa. Während es sich bei „Mohr“ um die älteste deutschsprachige Bezeichnung für Menschen nicht-weißer Hautfarbe handelt, verbreitete sich das Wort „Neger“ erst im Laufe des 18. Jahrhunderts. Mit diesem im Deutschen neuen Begriff wurden nur mehr Schwarze Afrikaner und Afrikanerinnen südlich der Sahara bezeichnet, die den helleren, im Norden Afrikas lebenden Menschen als unterlegen galten.
Die neuen wissenschaftlichen Disziplinen der Anthropologie, Evolutionstheorie und Ethnologie machten es sich im 19. Jahrhundert zur Aufgabe, die vermeintlich natürliche Verbindung von körperlichen (Hautfarbe, Physiognomie) und charakterlichen Eigenschaften mithilfe des Konzepts der „Rasse“ zu legitimieren. Der vorherrschende Sexismus, der Frauen „von Natur aus“ die häusliche, private Sphäre zuschrieb, bediente sich ähnlicher Argumentationsmuster wie der (pseudo-)wissenschaftliche Rassismus: „Die Projektionen, die das Herrschaftsverhältnis von Männern gegenüber Frauen als verfügbare Natur rechtfertigen, entsprechen dem stereotypen Bild der Zuschreibungen, das auf die für primitiv befundenen ‚Naturvölker‘ projiziert wird.“
Seit der Kongokonferenz 1884/85 besaß das Deutsche Kaiserreich die Kolonien Togo, Kamerun, Deutsch-Ostafrika und Deutsch-Südwestafrika. Der (pseudo-)wissenschaftliche Rassismus ermöglichte es, die Ausbeutung dieser Länder als „Erziehungsauftrag“ auszugeben. Die vermeintlich höher entwickelte „Rasse“ habe die vermeintlich „niedere“ zu erziehen. Die Machtdifferenz mündete jedoch in einen gewaltsamen Kreislauf: Die oft unmenschliche Behandlung, die die Kolonisatoren den Kolonisierten zukommen ließen, rief bei diesen „Verweigerung, Abwehr und Verkümmerung“ hervor. Diese widerständige Reaktion wurde von den Kolonisatoren als Rechtfertigung verwendet, die Kolonisierten weiterhin unmenschlich oder gar noch unmenschlicher zu behandeln.
Obgleich politische und militärische Aufgaben weißen deutschen Männern vorbehalten blieben, reisten auch viele weiße deutsche Frauen in die Kolonien, um dort als Krankenschwestern, Arbeiterinnen und Lehrerinnen zu arbeiten und sich zu verheiraten: „Der ‚Vorposten‘ für Heimat und Vaterland erhob sie über jede schwarze Frau und jeden schwarzen Mann, und dieser Vorzug schien sie mit der untergeordneten Stellung gegenüber ihren Männern zufriedenzustellen.“ Da die europäische Ideologie der komplementären männlichen und weiblichen Geschlechtscharaktere in die Kolonien transferiert wurde, waren Schwarze Frauen weitgehend von Bildung und Lohnarbeit ausgeschlossen. Dies „führte zu hierarchischen Strukturen, die die Solidarität der Gemeinschaft untergruben. 
Diejenigen, die sich einen Posten im kolonialen Verwaltungssystem sichern konnten, waren geneigt, sich mit den Unterdrückern zu identifizieren.“ Die Folgen der kolonialen Umerziehungsmaßnahmen und Teile-und-Herrsche-Strategie begleiteten ehemals kolonisierte Länder auch in die Unabhängigkeit. „[D]as Bewußtsein von der weißen Hautfarbe als der besseren Hautfarbe und dem europäischen (=weißen) Bewußtsein als dem fortschrittlichen Denken“ stellt ein besonders penetrantes koloniales Erbe dar.
Die deutsche Kolonialherrschaft endete im Ersten Weltkrieg. Mit Kriegsende sah der Versailler Vertrag die Besetzung weiter Teile des Rheinlandes durch die Siegermächte vor, unter denen sich auch Schwarze Soldaten befanden – besonders zahlreich auf französischer Seite. Viele Menschen in Deutschland nahmen das als große Demütigung wahr, da für sie „die Schwarzen die Untermenschen [blieben], die es zu zivilisieren und zu disziplinieren galt.“ Die meisten Parteien forderten den Rückzug der Schwarzen Truppen, die als besonders triebhaft und brutal, insbesondere als Vergewaltiger weißer deutscher Frauen, dargestellt wurden (vgl. Schwarze Schmach).
Dass auch Kinder Schwarzer Besatzungssoldaten und weißer deutscher Frauen zur Welt kamen, die nach Aussage der Mütter aus einvernehmlichem Geschlechtsverkehr hervorgingen, wurde lange verschwiegen. Die Mütter und ihre afrodeutschen Kinder erfuhren bereits in der Weimarer Republik Diskriminierung und Gewalt. Nach der nationalsozialistischen Machtergreifung kam es zu zahlreichen Zwangssterilisationen Afrodeutscher.

#### Gespräch mit Anna G. und Frieda P.:Unser Vater war Kameruner, unsere Mutter Ostpreußin, wir sind Mulattinnen
Die Schwestern Anna G. (Doris Reiprich) und Frieda P. (Erika Ngambi Ul Kuo), zum Zeitpunkt des Gesprächs 65 und 70 Jahre alt, erzählen ihre Lebensgeschichte. Sie wuchsen in Danzig auf, wo sie bis 1932 eine relativ unbeschwerte Kindheit erlebten. Zur Zeit des Nationalsozialismus verlor ihr Vater seine Arbeit und die Familie die Wohnung. Anna und Frieda wurden in der Schule diskriminiert, von Freundinnen geächtet und hatten große Schwierigkeiten eine Arbeit zu finden. Sie entkamen aber sowohl der Zwangssterilisation als auch dem Konzentrationslager. Zeitweise spielten beide Schwestern in Kolonialfilmen mit, was gut bezahlt war und von ihnen als fröhliche und gemütliche „Inselsituation“ wahrgenommen wurde. Beide Frauen heirateten – Anna einen Schwarzen Kameruner und Frieda einen weißen Deutschen – und gründeten Familien. Frieda betont abschließend, dass sie „immer gern Mulattin [war], auch in der bösen Zeit“; sie „habe Schwarz und Weiß in [sich] stets gut verkraften können.“

### Afro-Deutsche nach 1945 – die sogenannten „Besatzungskinder“

#### Einführung durch May Ayim
Nach dem Zweiten Weltkrieg wurde es still um Afrodeutsche. Diejenigen, die den Nationalsozialismus überlebt hatten und in Deutschland geblieben waren, zählten nicht wie die Juden und Jüdinnen zu den „politisch und rassisch Verfolgte[n]“ und bekamen keine „Entschädigungsleistungen“. Die jungen Sozialwissenschaften begannen sich in den 1950er Jahren zwar für die Situation der nach dem Zweiten Weltkrieg geborenen afrodeutschen Kinder zu interessieren. Sie betrachteten diese jedoch meistens als „Problemgruppe“, die es besser zu integrieren oder ins Ausland abzuschieben galt. Die rassistische Einstellung weiter Teile der weißen deutschen Mehrheitsgesellschaft wurde nicht thematisiert. Die Besatzungskinder waren vor allem drei Vorurteilen weißer Deutscher ausgesetzt: 1. den Vorurteilen gegen die Besatzer, von denen sie offensichtlich abstammten; 2. den Vorurteilen gegen die meist ledigen und aufgrund ihrer Verbindung mit Schwarzen Männern als liederlich befundenen Mütter, die auf die Kinder übertragen wurden; 3. den Vorurteilen gegen sogenannte „Mischlinge“, die pseudowissenschaftlichen Rassentheorien zufolge als minderwertig galten.
In einem Exkurs über die enge Verflechtung von Rassismus und Sexismus zeigt Ayim, dass beide ähnlich funktionieren: „Durch sie werden soziale Unterschiede der Biologie der Menschen zugeschrieben, um sie als ‚naturwüchsige‘ Gegebenheiten für unabänderlich auszuweisen.“ Dahinter steht das Ziel, Macht über Frauen und vermeintlich andere, nicht-weiße „Rassen“ zu erlangen und zu sichern. Ayim betrachtet unter Berufung auf Forschungsliteratur sowohl das normative binäre Geschlechtersystem (die Aufteilung aller Menschen in ausschließlich „männlich“ und „weiblich“) als auch „Rasse“ als Konstrukte und kulturelle Zuschreibungen.
Ayim bespricht einige wissenschaftliche Studien und Umfragen, die in den 1950er Jahren zur Situation von Afrodeutschen erschienen sind. Walter Kirchners Dissertation Eine anthropologische Studie an Mulattenkindern in Berlin unter besonderer Berücksichtigung der sozialen Verhältnisse (1952) stützt sich auf Rassentheorien der Kolonialzeit und des Nationalsozialismus und kommt zum nicht haltbaren Ergebnis einer natürlichen, rassischen Benachteiligung von afrodeutschen Kindern. Eine weitere Untersuchung, Rudolf Siegs Mischlingskinder in Westdeutschland. Eine anthropologische Studie an farbigen Kindern (1956), stützte sich zwar ebenfalls unkritisch auf rassistisches Vokabular, weist aber im Unterschied zu Kirchner „auf die soziale Beeinflussung des Verhaltens“ hin und zeigt, „daß nicht nur feststellbare Verhaltens- und Leistungsunterschiede, sondern auch die unterschiedliche Häufigkeit von psychischen und somatischen Erkrankungen bei weißen und schwarzen Kindern in einer von Rassismus geprägten Umwelt nicht verwundern dürfen, geschweige denn auf biologische Veranlagung rückführbar wären.“
Die Organisation World Brotherhood „zur Überwindung von Vorurteilen zwischen Gruppen“ richtete 1952 und 1953 zwei Konferenzen zum „Problem der deutschen Mischlingskinder“ aus. Sie veranlasste eine Befragung der Schul- und Jugendämter, um Informationen über die familiäre Situation afrodeutscher Kinder zu erlangen. Die Ergebnisse der Umfrage zeigten, dass die Mehrheit der Kinder (75 von 100) bei ihren Müttern oder Verwandten aufwuchsen. Die Schwarzen Väter waren meist für maximal zwei Jahre in der Bundesrepublik stationiert. Rassistische Vorurteile auf Seiten der Besatzer erschwerten eine Verehelichung. Mütter unehelicher Kinder „mußten in der Mehrzahl ohne Unterstützungsgelder den Familienunterhalt bestreiten“, weshalb sie sich oft in einer finanziell prekären Situation befanden. In der medialen Berichterstattung wurde es häufig als ihre Schuld dargestellt, afrodeutsche Kinder in die Welt gesetzt zu haben.
In Vorbereitung auf die Einschulung des geburtenstärksten Jahrgangs afrodeutscher Kinder 1952 initiierten manche deutsche Städte wie Bremen Aufklärungskampagnen, um die „vorurteilsfreie Eingliederung“ dieser Kinder zu erleichtern. Lehrer und Lehrerinnen beeinflussten aufgrund verinnerlichter Vorurteile, wie zum Beispiel, dass Schwarze Kinder nicht für akademische Berufe geeignet seien, oft deren Bildungs- und Karrierewege negativ – im Sinne einer selbsterfüllenden Prophezeiung: „Wenn Mädchen und Jungen einseitig auf die Berufe ausgerichtet werden, die den Vorurteilen dieser Gesellschaft angepaßt sind, wird es schließlich zur Selbstverständlichkeit, daß Schwarze in bestimmten Berufszweigen gehäuft auftreten, was wiederum mit ihrer vermeintlichen Neigung und Begabung ursächlich erklärt wird.“

#### Berichte, Interviews und Texte afrodeutscher Frauen
Der erste Lebensbericht in diesem Abschnitt stammt von Helga Emde, zum Zeitpunkt des Gesprächs 40 Jahre alt. Sie wurde 1946 als Tochter eines Schwarzen amerikanischen Besatzungssoldaten und einer weißen Mutter in Bingen am Rhein geboren. Ihre Mutter erzählte ihr nichts über ihren Vater und sie lernte ihn nie kennen. Da sie das einzige Schwarze Kind in ihrer Familie und in ihrem Umfeld war, fühlte sie sich oft isoliert und nicht zugehörig. Diskriminierung und Exotisierung waren ein Teil ihres Lebens. Emde absolvierte eine Ausbildung zur Krankenschwester und bekam wie ihre Mutter ein Kind von einem Schwarzen Soldaten. 
Später heiratete sie einen weißen deutschen Mann, mit dem sie ebenfalls ein gemeinsames Kind hatte. Die Rolle als Hausfrau und Mutter erfüllte sie auf Dauer nicht, weshalb sie das Begabten-Sonderabitur absolvierte und danach ein Studium als Diplom-Pädagogin abschloss. Aufgrund einer sich zuspitzenden Ehe- und auch Identitätskrise flog sie nach ihrem Studienabschluss 1983 nach Simbabwe, wo sie zwei Monate bei Freunden und Freundinnen lebte. Durch jahrelange Therapie gelang es ihr schließlich, sich zu ihrem Schwarzsein zu bekennen. Nach Helga Emdes Lebensbericht sind zwei ihrer Gedichte, „Der Revolutionär“ und „Der Schrei“, abgedruckt.
Astrid Berger, 42 Jahre alt, erzählt, dass sie in Schwerin an der Warthe als Tochter Kala Kings, eines Kameruners, und einer weißen deutschen Frau auf die Welt kam. Ihr Vater wurde in Douala geboren, als Kamerun noch eine deutsche Kolonie war. Er kam vor dem Ersten Weltkrieg nach Deutschland, um Lehrer zu werden. Berger lebte die ersten Jahre bei ihrer Mutter in der DDR, zog mit fünf Jahren jedoch zu ihrem Vater nach West-Berlin. Da er den Beruf des Lehrers in Deutschland nie ausüben konnte, arbeitete er beim Film und Theater. Berger beschreibt die Filmszene als finanziell lukrativ, aber „nicht so angenehm“ wie sie von Schwarzen Menschen teilweise beschrieben wurde: „entweder du spielst den nackten Wilden oder die nackte Wilde oder Dienstbotenrollen. Es werden keine schauspielerischen Fähigkeiten verlangt, nur daß du anders aussiehst.“
Nach dem Tod des Vaters wuchs sie bei seiner Frau auf und begann mit 18 Jahren ein Musikstudium in Klavier und Gesang. Ein Angebot für ein Engagement als Solistin an der Kieler Oper schlug sie aufgrund ihrer Schwangerschaft aus. Nach der Trennung von ihrem Mann, einem Italiener, begann sie eine Krankenschwesternausbildung. Aufgrund ihrer Schwarzen Hautfarbe habe sie sich immer schon „in der Position der Erklärenden und der sich Verteidigenden“ befunden und besonders oft erklären und verteidigen müssen, dass sie trotz ihrer Hautfarbe eine Deutsche sei.
Die dritte Lebensgeschichte ist im Gegensatz zu den ersten beiden Ich-Erzählungen in der dritten Person verfasst. Sie handelt von der Schauspielerin Miriam Goldschmidt, die spanisch-jüdischer und afrikanischer Herkunft ist und in Düsseldorf aufwuchs. Nach einigen Engagements bei namhaften deutschen Regisseuren ging sie 1971 zu Peter Brook nach Paris, wo sie Teil des Centre International de Recherche Théâtrale (CIRT) wurde. Goldschmidt verfasste mit Emo und Sanu auch selbst ein Theaterstück für Kinder. 1980 begann sie ein Engagement bei Peter Stein an der Schaubühne in Berlin, wo sie mit ihrem Mann, dem Schweizer Urs Bihler, und ihren beiden Kindern lebte. Nach ihrer Biografie ist der Text Eine jiddische Legende von Goldschmidt abgedruckt.

### Rassismus hier und heute

#### Einführung durch May Ayim
Da es sich bei Schwarzen Deutschen um eine relativ kleine Bevölkerungsgruppe in der Bundesrepublik Deutschland handelte (zur Zeit des Erscheinens des Buches auf 100.000 geschätzt, davon etwa ein Drittel Afrodeutsche), kamen viele weiße deutsche Kinder zunächst „in ihren Bilderbüchern, Kinderliedern und -spielen“ mit Menschen afrikanischer Herkunft in Kontakt. Das Afrika-Bild, das darin vermittelt wurde, war meist von Kolonialklischees geprägt und rassistisch. Lieder wie Zehn kleine Negerlein und Negeraufstand ist in Kuba oder Geschichten wie Der kleine Mohr und die Goldprinzessin von Richard von Volkmann-Leander verbreiteten auch über hundert Jahre nach ihrer Entstehungszeit noch ungebrochen „die gängigen diffamierenden Stereotype vom arbeitsscheuen, häßlichen, dummen, exotischen und wilden/grausamen afrikanischen Menschen, der der Belehrung durch weiße Europäer bedarf und ansonsten für die ‚Zivilisation‘ als untauglich befunden wird.“ Die Infizierung mit Vorurteilen und in der Folge Rassismus beginnt folglich bereits im Kinderzimmer.
Solche Darstellungen in Kinder- und Jugendliteratur erschweren in Deutschland aufwachsenden Schwarzen Kindern einen vorurteilsfreien Zugang zu ihrer Herkunft und Identität. Sie bekommen insgesamt wenige Möglichkeiten zur positiven Identifikation mit Schwarzen Menschen afrikanischer, afrodeutscher oder afroeuropäischer Herkunft: Zum Nichtvorkommen Schwarzer Figuren (und insbesondere Schwarzer weiblicher Figuren) in Kinder- und Jugendbüchern bzw. ihrem ausschließlichen Vorkommen in Klischeerollen, komme zweitens hinzu, dass „schwarz“ in der abendländischen Kultur negativ konnotiert sei und Schwarze Menschen oft vorschnell mit dem Dunklen und Bösen in Verbindung gebracht würden. 
Drittens werde in der Schule auf die Geschichte Schwarzer Menschen kaum eingegangen und zum Beispiel der Mythos vom afrikanischen Kontinent als geschichtslos reproduziert. Daraus folge viertens, dass im Schulunterricht Zusammenhänge zwischen der deutschen Kolonialgeschichte, dem Nationalsozialismus und der Geschichte von Afrikanern und Afrikanerinnen in Deutschland unterschlagen werden. Fünftens verstehe sich die Bundesrepublik „bislang nicht als Einwanderungsland“ und beschränke auch Personen, die seit mehreren Generationen in Deutschland leben, auf einen Ausländer- und Gastarbeiterstatus. Afrodeutsche und andere Minderheiten mit deutscher Staatsangehörigkeit werden aufgrund ihres Aussehens als Ausländer und Ausländerinnen wahrgenommen und behandelt.
Während die bi-kulturelle Herkunft und Zwischenposition von Afrodeutschen im schlimmsten Fall zu Selbstverachtung und -verleugnung führt, kann da, „wo Afro-Deutsche den von außen auferlegten, scheinbaren Widerspruch von Afrikanisch- und Deutschsein nicht für sich annehmen, [] ein Selbstbewußtsein erwachsen, das keine derartige Abgrenzung nötig hat.“ Das Kapitel enthält vier frühe Gedichte May Ayims: „Das sind Menschen wie wir“, „Afro-Deutsch (I)“, „Afro-Deutsch (II)“ und „Exotik“.

#### Berichte, Interviews und Texte afrodeutscher Frauen
Das Kapitel beginnt mit einem Gespräch – „dem ersten Austausch für dieses Buch“ – dreier junger afrodeutscher Frauen: Laura Baum (22 Jahre), Katharina Oguntoye (27 Jahre) und May Ayim (25 Jahre). Die dritte – weiße – Herausgeberin von Farbe bekennen, Dagmar Schultz, tritt manchmal als Fragenstellerin auf. Themen, die besprochen werden, sind unter anderem: Schönheit in der Selbst- und Fremdwahrnehmung; der Blick weißer Deutscher auf Schwarze Deutsche; das Gefühl, nirgendwo hinzugehören oder vereinnahmt zu werden; die Zwischenposition vieler Afrodeutscher, die einen Schwarzen und einen weißen Elternteil haben; Erfahrungen als Schülerinnen mit weißen Lehrern und Lehrerinnen; die Frage der Selbstbezeichnung (z. B. Schwarze oder Afrodeutsche) und die Begegnungen von afrodeutschen Frauen.
Ellen Wiedenroth, 30 Jahre alt, spricht über die „allgemein nicht benannte[] Norm“ des Weiß-Seins und das „Schwarz-Weiß-Raster in den Köpfen“ der Menschen, die sie als „Auch-Mensch“ einordnen. So gut gemeint die Versicherung, dass „Schwarze schließlich auch Menschen [sind]“, sein mag, es stecke in ihr doch ein Zweifel an deren Menschsein und eine rassistische Hierarchisierung zwischen Schwarz und weiß. Wiedenroth wuchs trotz Aufenthalten im Heim und bei Pflegefamilien wohlbehütet im Vorstadtmilieu auf. Ihre alleinerziehende weiße Mutter schuf ihr eine heile Welt, sprach mit ihr jedoch nicht über ihre Hautfarbe oder über Rassismus – auch nicht, als sie in der Schule als „Neger“ beschimpft wurde. Wiedenroth hatte in ihrer Jugend Selbstmordgedanken. 
Als sie für das Studium in eine andere Stadt zog, suchte sie den Kontakt zu Schwarzen, Afrikanern und Afrikanerinnen, von denen sie sich gut angenommen fühlte. Sie reiste durch Nord- und Westafrika und verbrachte einige Zeit bei der Tante ihres damaligen Verlobten in Monrovia, Liberia, wo sie jedoch eher als Europäerin und Weiße wahrgenommen wurde. Ihre Pläne, nach Liberia oder Hawaii auszuwandern, verwarf sie schließlich, um ihre deutsche Heimat zu reklamieren. In einem anschließenden Gespräch mit May Ayim erzählt Wiedenroth von der Suche nach ihrem Vater, den sie in New York das erste Mal traf. Sie sprechen auch über die Angst vor Neonazis und rechter Gewalt sowie über den tief sitzenden Alltagsrassismus in Deutschland.
Corinna N., 26 Jahre alt, verbrachte die ersten sechs Jahres ihres Lebens in einem Heim außerhalb Stuttgarts. Ihre weiße Mutter, deren Vater ihr verbot, sie zu behalten, kam aus einer Mittelschichtsfamilie in einer Kleinstadt. Nach dem Heimaufenthalt kam Corinna N. zu ihrem äthiopischen Vater und seiner neuen Frau nach Berlin, wo sie in der Schule Gewalt erfuhr. Da sie sich bei ihren Eltern nicht wohlfühlte, riss sie bereits im Alter von zehn bis elf Jahren öfters aus. In die bis dato chronologisch wiedergegebene Lebensgeschichte ist eine Erzählung aus der Perspektive der kindlichen Ausreißerin eingeschoben: Sie versteckt sich als Junge verkleidet im Gebüsch neben den Bahngleisen und plant, auf einen Güterzug aufzuspringen und sich bis nach Brasilien durchzuschlagen. Sie erinnert sich, wie sie vor zwei Jahren, als sie schon einmal ausgerissen war, von einem Mann im Auto mitgenommen wurde und nur knapp einer Misshandlung entging. Sie traut sich nicht, auf einen Zug aufzuspringen, verbringt die Nacht im Freien und kehrt dann zu ihren Eltern zurück. 
Corinna N. erinnert sich auch an ihren größten Kindheitstraum: nach Monaco zu gehen und sich zum Jungen umoperieren zu lassen. Ihr Vater brachte ihr bei, „daß ein Junge mehr wert sei als ein Mädchen“. Mit 17 Jahren nahm sie ihr Vater mit nach Äthiopien, wo sie es genoss, nicht aufzufallen. Bei der konservativen Familie, deren Sprache sie nicht sprach, fühlte sie sich allerdings nicht wohl. Corinna N. lebt zum Zeitpunkt des Gesprächs mit ihrem Mann in New York, wo sich das Gefühl, fremd zu sein, schnell verloren habe. Sie begegnete vielen europäischen, jüdischen wie auch nichtjüdischen Emigranten und Emigrantinnen und begann, sich intensiver mit der deutschen Kultur und Vergangenheit auseinanderzusetzen. Der Beitrag enthält zwei Gedichte von Corinna N., „Vater“ und „New York“.
Angelika Eisenbrandt, 33 Jahre alt, wuchs in einer Kleinstadt bei Kassel bei ihren Großeltern auf. Sie und ihr Bruder hatten denselben afroamerikanischen Vater, ihre Schwester stammte aus der Beziehung ihrer Mutter mit einem weißen Mann. Die Großmutter war in der Kindheit und Jugend die Hauptbezugsperson. Sie schenkte Angelika und ihrem Bruder viel Liebe und Zuneigung, hatte aber auch Schwierigkeiten mit ihrem anderen Aussehen. Ihr Bruder hatte es Eisenbrandt zufolge aufgrund seines Geschlechts sowohl innerhalb als auch außerhalb der Familie in mancherlei Hinsicht leichter. Als sie älter wurde und einige Jahre mit ihrer Mutter zusammenlebte, gab es viele Konflikte. Die Heirat mit einem weißen Deutschen, aus der eine gemeinsame Tochter hervorging, scheiterte. Er wollte vor allem eine exotische Frau zum Vorzeigen. Eisenbrandt hat auf dem zweiten Bildungsweg die Mittlere Reife nachgeholt und wohnt mit ihrer Tochter zusammen.
Julia Berger, 17 Jahre alt, hat einen italienischen Vater und eine afrodeutsche Mutter. Sie verbrachte die ersten Jahre bei ihren Großeltern in Italien und kam dann zu ihrer Mutter nach Berlin. Heute fühle sie sich mehr als Deutsche denn als Italienerin. Sie berichtet, dass sie weder in der Schule noch sonst im Alltag größere Schwierigkeiten aufgrund ihres Aussehens hatte und in Berlin auf viele Leute treffe, die aussehen wie sie. Alltagsrassismen misst sie wenig Bedeutung zu. Ihre Reise nach Afrika beschreibt sie als „schlimm“. Obgleich sie es auch schön fand und die Menschen freundlich zu ihr waren, könne sie sich nicht vorstellen, in Afrika zu leben. Es hat sie irritiert, dass sie als Fremde wahrgenommen wurde: „Hier rufen sie manchmal Schwarze, und dort rufen sie Weiße ... Wozu gehört man denn eigentlich?“
Abena Adomako, 23 Jahre alt, ist die Tochter einer Afrodeutschen (ihre Großmutter Anna G. erzählt im ersten Teil von Farbe bekennen ihre Lebensgeschichte) und eines Ghanaers. Aufgrund der bestehenden Vorurteile Schwarzen Menschen gegenüber wurde sie streng erzogen, „zu besonderer Reinlichkeit und Sauberkeit sowie zu besonderen Leistungen in der Schule und im Beruf.“ Sie beschreibt, dass sie in ihrer Kindheit und Jugend in Berlin nur wenige Afrodeutsche kannte und aufgrund ihrer dunklen Hautfarbe nicht die Möglichkeit hatte, „mit Jungens zu gehen“. Als sie 1980 als Au-pair nach London ging, fiel sie dort nicht weiter auf und lernte, ihre Abstammung und Hautfarbe zu akzeptieren. Zurück in Berlin, war sie jedoch wieder mit Rassismus und Vorurteilen konfrontiert: bei der Jobsuche, im Job und in „Discos, Kneipen und Beziehungen“. Das führte dazu, dass sie sich lange möglichst unauffällig kleidete und vor allem gegenüber Männern misstrauisch und vorsichtig war. Heute habe sie mehr Mut, sich „in einer Gesellschaft zu behaupten, die neutral scheint, es aber nicht ist.“
Eine der Herausgeberinnen, May Ayim (als May Opitz), 25 Jahre, erzählt von ihren leiblichen Eltern, ihrem Schwarzen Vater und ihrer weißen Mutter, die sie in ein Heim gaben. Nach eineinhalb Jahren kam sie zu einer weißen deutschen Pflegefamilie, die sie „aus Liebe, Verantwortung und Unwissenheit besonders streng erzogen, geschlagen und gefangengehalten“ hat. Es kam zum Bruch mit ihren Pflegeeltern. May Ayims Gedichte „gewitterstille“ (für ihren Bruder), „vatersuche“, „überhaupt fast gar nicht“ und „berührung“ ergänzen die Erzählung ihrer Kindheit.
Katharina Oguntoye, 27 Jahre alt und ebenfalls Mitherausgeberin von Farbe bekennen, wurde in Zwickau geboren. Sie wuchs, gemeinsam mit ihrem Bruder, bei ihren Eltern in Leipzig auf und nahm ihre Kindheit dort als liebevoll und harmonisch wahr. Die meisten Afrikaner und Afrikanerinnen, die in der DDR studieren wollten, kamen zuerst nach Leipzig, um dort Deutsch zu lernen. So auch Oguntoyes nigerianischer Vater. Als sie sieben Jahre alt war, reiste ihre Mutter mit ihr und ihrem jüngeren Bruder nach Lagos. Zwei Jahre später kehrten sie nach Deutschland zurück und zogen nach Heidelberg. Oguntoye betont, wie froh sie „über die Vielseitigkeit [ihrer] frühen Erfahrungen“  ist, und dass sie nicht mit ihrem „Leben als Afro-Deutsche hadere“. Auf die Beschreibung ihrer Kindheit folgen fünf kurze Prosatexte, die um Themen wie die Trennung von Orten und Menschen kreisen und um die mangelnde Solidarität und den Rassismus weißer deutscher (lesbischer) Frauen.
Das Interview mit der 23-jährigen Raya Lubinetzki kreist insbesondere um das Schreiben. Ihre leiblichen Eltern, der Vater Kameruner, die Mutter eine weiße Deutsche, haben sie zu einer Pflegemutter gegeben. Sie wuchs in einem Dorf in der DDR auf und erzählt vom fehlenden Bewusstsein Rassismus gegenüber. Es dominierte in ihrer Schul-, Internats- und Lehrzeit die Auffassung: wenn über Hautfarbe nicht gesprochen wird, dann gibt es auch keinen Rassismus. Lubinetzki hat aber auch viel offenen Rassismus erlebt, von Leuten im Dorf ebenso wie von Intellektuellen. Im Umgang mit der Tabuisierung von Hautfarbe und Rassismus half Lubinetzki Literatur, vor allem afroamerikanische und afrikanische, sowie das Schreiben, das sie als eine Lebensnotwendigkeit beschreibt. Es sind acht Gedichte von ihr abgedruckt.

## Rezeption
In seiner Rezension, die 1987 auf Englisch erschien, betont Leroy T. Hopkins, dass das Buch – eine Mischung aus sozialgeschichtlicher Abhandlung, Oral History und feministischem Manifest – einen Aspekt deutschen Lebens beleuchte, der in der Primärliteratur selten und in der Sekundärliteratur erst seit kurzem behandelt werde: die Existenz und die alltäglichen Kämpfe von Deutschen afrikanischer oder afroamerikanischer Abstammung. Was die Lektüre von Farbe bekennen besonders lohnend mache, sei die Verbindung, die es zwischen einer aktuellen sozialen Problematik und der noch nicht vollständig erforschten Tradition der Kontakte und Interaktionen zwischen Menschen in Deutschland und Afrika knüpft. Farbe bekennen stelle darüber hinaus einen kausalen Zusammenhang zwischen dem vorkolonialen Bild von Schwarzen und dem zeitgenössischen Rassismus und Sexismus in Deutschland her.
Audre Lorde bezeichnete Farbe bekennen „als erstes in Deutschland publiziertes Buch, das Afro-Deutsche als nationale Gruppe darstellt.“ Es habe zur Gründung der Initiative Schwarze Deutsche (heute: Initiative Schwarze Menschen in Deutschland, ISD), der ersten nationalen Organisation von Schwarzen Deutschen, geführt. Der Mitherausgeberin von Farbe bekennen, Katharina Obuntoye, zufolge bot das Buch „den Afrodeutschen einen Anlass und Impuls miteinander in Kontakt zu treten und sich gemeinsam zu organisieren.“
Die amerikanische Historikerin Tiffany N. Florvil stuft Farbe bekennen als zentrales Moment für die Entstehung einer afrodeutschen intellektuellen Tradition ein, die verschiedene vernakulare Ausdrucksformen privilegiert. Schwarze deutsche Frauen hätten begonnen, das Schreiben als Katharsis zu nutzen, indem sie ihre Kindheitstraumata und die jahrelange Diskriminierung schreibend zu verarbeiten suchten. Das Buch habe afrodeutschen Frauen zudem ermöglicht, sich zu ihrer Weiblichkeit zu bekennen und sich mit Frauen in ganz Deutschland und der Diaspora zu verbünden, die ähnliche Erfahrungen mit sozialer Ausgrenzung und Diskriminierung gemacht hatten. 
Florvil bezeichnet Farbe bekennen als eine große Inspiration für Schwarze deutsche Literatur wie die zwei Jahre später gegründeten Zeitschriften afro look (1988–1999) und Afrekete. Zeitung für afro-deutsche und schwarze Frauen (1988–1990). Auch in dem von Natasha A. Kelly herausgegebenen Band Sisters and Souls. Inspirationen durch May Ayim betonen sehr viele Beitragende die zentrale Bedeutung von Farbe bekennen für Schwarze Deutsche und ihr eigenes Schaffen. Janine Fuentes Gedicht M(a)y Sister beginnt und endet mit einer Referenz auf Farbe bekennen:
| Erste Strophe | Letzte Strophe |
| --- | --- |
| 1986 Schwarze Frauen bekennen Farbe mein Geburtsjahr meine Farbe war mir damals noch nicht bekannt meine Herkunft unbenannt | Unsere Geschichten sind Gedichte Viele Gedichte werden zum Teil meiner Geschichte weil Schwarze Frauen Farbe bekannt haben 1986 einem Geburtsjahr |

Von Farbe bekennen erschienen mehrere Neuauflagen sowohl beim Orlanda Frauenverlag als auch beim Fischer-Taschenbuch-Verlag. 1992 wurde unter dem Titel Showing Our Colors: Afro-German Women Speak Out die englische Übersetzung publiziert.

## Ausgaben
- Farbe bekennen. Afro-deutsche Frauen auf den Spuren ihrer Geschichte. Herausgegeben von Katharina Oguntoye, May Opitz und Dagmar Schultz. Orlanda Frauenverlag, Berlin 1986.
- Farbe bekennen. Afro-deutsche Frauen auf den Spuren ihrer Geschichte. Herausgegeben von Katharina Oguntoye, May Opitz und Dagmar Schultz. Fischer Taschenbuch Verlag, Frankfurt am Main 1992.
- Farbe bekennen. Afro-deutsche Frauen auf den Spuren ihrer Geschichte. Herausgegeben von May Ayim, Katharina Oguntoye und Dagmar Schultz. Orlanda Frauenverlag, Berlin 2020.

### Übersetzungen
- Showing Our Colors: Afro-German Women Speak Out. Herausgegeben von May Opitz, Katharina Oguntoye und Dagmar Schultz. Mit einem Vorwort von Audre Lorde. Übersetzt von Anne V. Adams in Zusammenarbeit mit Tina Campt, May Opitz und Dagmar Schultz. University of Massachusetts Press, Amherst 1992.